# Adela Fernández y Alonso
Adela Fernández y Alonso (Madrid, 15 de febrer de 1852–?) va ser una pianista espanyola.
Nascuda al carrer del Clavel, 13, de Madrid, el 15 de febrer de 1852. Era filla de Ramón Fernández i d'Eugenia Alonso, que van proporcionar-li una esmerçada i variada educació, des de lletres i aritmètica a francès i música. Aprengué solfeig i rudiments de piano amb Ramona Silvestre, una de les primeres deixebles del Conservatori de Madrid. Dos anys més tard tingué dos professors més fins que el 1866 va fer-li classes de música Baltasar Saldoni. Poc abans de complir 15 anys, va començar a donar concerts a casa del seu mestre i esdevingué una de les alumnes més distingides tant de piano com de cant. El mateix Saldoni el 1866 va dedicar dues romances a la seva alumna titulades Pietoso amor deh rendi i Caro, guardami il puro afetto.